# Ерванд
Ерва́нд (арм. Երվանդ, греч. Оронт; перс. Арванд) — армянское имя персидского происхождения. Это имя носили ряд сатрапов ахеменидской сатрапии Восточная Армения, а затем царей Айраратского царства из династии Ервандидов. Из них особо известны Ерванд I (ок. 401—344 до н. э.), родоначальник династии, упоминаемый в «Анабасисе» Ксенофонта (кн. III, гл. 5), Ерванд III (Эроарт) (317—260), первым принявший царский титул, и Ерванд IV (212—200), последний царь Айраратского царства, ликвидированного селевкидским царем Антиохом Великим.
В армянском фольклоре, образцы которого были пересказаны в V в. Мовсесом Хоренаци, существовал цикл сказаний о Ерванде, в которых Ерванд выступал как могучий богатырь, родившийся от противоестественного соития его матери с быком, узурпатор, захвативший престол Аршакидов, но погибший в борьбе с законным наследником Арташесом. Очевидно, таким образом в народной памяти отразилась произошедшая на рубеже III—II вв. до н. э. (то есть за 600—700 лет до Мовсеса) смена династий — Ервандидов на Арташесидов. Этому мифическому Ерванду народная память приписывала строительство городов Ервандакерт и Ервандашат, а также насаждение леса Цннод, учреждение храмового комплекса Багаран и т. д. Кроме того, Мовсес Хоренаци упоминает и другого Ерванда, которого называет Ервандом I Кратковечным, из рода исконных царей Айкидов (потомков легендарного родоначальника армян Айка), отца столь же легендарного царя Тиграна Древнего.

## Известные носители
- Захарян, Ерванд Вазгенович — политический деятель Армении;
- Манарян, Ерванд Христофорович — актёр, режиссёр и сценарист;
- Крбашян, Ерванд Месропович — футболист, бывший защитник сборной Армении;
- Ильинский, Ерванд Тихонович — главный тренер сборной Казахстана по альпинизму — первой в мире команды, покорившей все 14 восьмитысячников планеты.